# Núrcia
Núrsia ou Nórcia (em italiano: Norcia) é uma comuna italiana da região da Úmbria, província de Perugia, com cerca de 4 695 habitantes. Estende-se por uma área de 274 km², tendo uma densidade populacional de 17 hab/km². Faz fronteira com Accumoli (RI), Arquata del Tronto (AP), Cássia, Castelsantangelo sul Nera (MC), Cerreto di Spoleto, Cittareale (RI), Montemonaco (AP) e Preci.
Pertence à rede das aldeias mais bonitas de Itália.
São Bento de Núrsia, fundador da Ordem dos Beneditinos, e a sua irmã gémea Santa Escolástica, nasceram aqui.
Em Núrsia deu-se, no verão de 2017, a primeira missão do European Solidarity Corps.

## Demografia
| Variação demográfica do município entre 1861 e 2011                               |
|                                                                                   |
| Fonte: Istituto Nazionale di Statistica (ISTAT) - Elaboração gráfica da Wikipedia |